# Mouloud Nabil Metref
Mouloud Nabil Metref (en arabe : مولود نبيل مترف) est un footballeur algérien né le 29 juillet 1996 à Tizi Ouzou. Il évolue au poste d'avant-centre à l'USM Bel Abbès.

## Biographie
Il évolue en première division algérienne avec son club formateur, l'USM Bel Abbès. Il dispute actuellement 48 matchs en inscrivant 4 buts en Ligue 1.
Il dispute la Coupe de la confédération saison 2018-19 avec Bel Abbès. Il joue 2 matchs dans cette compétitions africaine.

## Palmarès
USM Bel Abbès
- Coupe d'Algérie (1) :
  - Vainqueur : 2017-18.

- Supercoupe d'Algérie (1) :
  - Vainqueur : 2018.